# Hasegawa Tōun
Hasegawa Tōun (長谷川等雲?; fl. XVII secolo) è stato un illustratore e incisore giapponese, rappresentante dell'area artistica del Kamigata.

## Biografia
Le informazioni biografiche di Hasegawa Tōun sono scarse e si ignorano data e luogo di nascita e morte, ma è noto fu attivo nell'area dell'attuale Kansai nella seconda parte del XVII secolo e contemporaneo di Hishikawa Moronobu. I suoi lavori pervenutici sono soprattutto illustrazioni di libri come l'Ehon hōkan di Tachibana Muneshige.